# 泾阳之战
泾阳之战，唐高祖武德九年（626年）八月，东突厥乘唐太宗李世民刚刚即位，大举入侵关中，在泾阳县被泾州道行军总管尉迟敬德击败，但仍继续南下至渭河便桥北，与唐太宗签约后撤军。
武德九年二月突厥侵犯原州，高祖派遣折威将军杨毛进击突厥。三月，突厥侵犯灵州、凉州。四月，突厥侵犯朔州、原州、泾州、西会州。五月，突厥侵犯秦州、兰州。突厥郁射设带领数万骑兵驻扎在黄河以南，进入边塞，包围乌城，唐高祖命令李元吉督率右武卫大将军李艺、天纪将军张瑾等人前去援救乌城。突厥侵犯陇州。六月十五日，突厥侵犯渭州，朝廷派遣右卫大将军柴绍进击突厥。六月初四，秦王李世民发动玄武门之变，杀太子李建成、齐王李元吉，夺取了皇位继承权。八月初九，李世民即皇帝位，是为唐太宗。突厥頡利可汗认为李世民刚刚即位，内部矛盾尚未全部解决，统治秩序还未安定。这时，梁师都去朝见突厥，替突厥出谋划策，劝说突厥前来侵犯。于是頡利可汗与突利可汗合兵二十万。大举入侵唐朝边境，很快抵达泾州（治安定，今甘肃泾川县北泾河北岸）、武功（今陕西武功县西北武功镇）一带。八月二十四日，突厥军进至高陵县。八月二十六日，尉迟敬德军在泾阳与突厥交战，大败突厥，俘获突厥俟斤阿史德乌没啜，斩首千余级。
但是突厥主力并未受损，八月二十八日，頡利可汗率军进至渭水便桥北岸，派大将执失思力入朝，来观察唐朝朝廷虚实。太宗认为如果闭门固守，稍有示弱的表现，一定会助长頡利可汗的气焰，促使他纵兵大掠。于是太宗果断扣押执失思力，亲自出玄武门（长安太极宫北正正门），率高士廉、房玄龄等六骑驰至渭水河边，大声斥责頡利可汗背盟。各路唐军陆续赶到，旌旗蔽天。太宗命大军迅速布阵，自己还是单独与頡利可汗对话。頡利可汗见执失思力去而未返，李世民挺身而出，唐軍阵容齐整，好像早有准备，于是请求讲和。突厥大小首领也纷纷下马，绕着太宗下拜。当时唐军诸将争相请求出战，但太宗认为自己刚刚即位，国家尚未安定，百姓并未富足，应当休养生息，以安抚为务。一旦开战，必有死伤，徒增百姓怨恨。即使此役获胜，也不能彻底平定突厥，他们定会千方百计报复，后患无穷。于是太宗决定采取“将欲取之，必固与之”的策略，下诏同意议和。八月三十日，太宗与頡利在便桥会盟，宰马歃血，并赠给突厥大量金帛，頡利于是率军北撤。便桥会盟，太宗初登帝位，内乱初平，国力不足，不具备发动大规模反击的条件，于是先采取强硬姿态镇服突厥，后接受和议，迫使突厥退兵。既解除了京城之危，又为以后，反击东突厥确定了总的战略方针。